# Saison 2017 du Yokohama F·Marinos
Maillots
Chronologie
Saison précédente Saison suivante
La saison 2017 du Yokohama F·Marinos est la 25e saison du club en première division du championnat du Japon.

## Championnat
La Japan League 2017 est la 52e édition de la première division japonaise, la 25e sous l'appellation J. League 1. Elle oppose les dix-huit meilleurs clubs du Japon en une série de trente-quatre journées. Le championnat débute en février 2017 et s'achève en décembre de la même année. 
Les meilleurs de ce championnat se qualifient pour la compétition continentale, la Ligue des champions de l'AFC. Le nombre de qualifiés en Ligue des champions via le championnat, de trois à quatre, varie en fonction du vainqueur de la coupe nationale, la Coupe de l'Empereur. De plus, le vainqueur de la Ligue des Champions se qualifie pour la Coupe du monde des clubs.

## Coupe de l'Empereur
La Coupe de l'Empereur 2017 est la 97e édition de la Coupe du Japon, c'est une compétition à élimination directe (7 tours) mettant aux prises des clubs de football amateurs et professionnels à travers le Japon. Elle oppose 88 équipes. Elle est organisée par la Fédération japonaise de football.
Le vainqueur de cette coupe décroche une place qualificative l'année suivante pour la Ligue des champions de l'AFC, équivalent asiatique de la Ligue des champions de l'UEFA en Europe.

## Coupe Nabisco
La Coupe Nabisco 2017 est la 24e édition de la Coupe de la Ligue japonaise, organisée par la JFA, elle oppose les 18 équipes de Japan League.
Le vainqueur se qualifie pour la Coupe Suruga Bank.

## Joueurs et encadrement technique

### Effectif professionnel
Au 17 janvier 2017.
| N° | Nat.                       | Poste | Nom du joueur    |
| -- | -------------------------- | ----- | ---------------- |
| 21 | Drapeau du Japon           | G     | Hiroki Iikura    |
| 30 | Drapeau du Japon           | G     | Ayaki Suzuki     |
| 31 | Drapeau du Japon           | G     | Daichi Sugimoto  |
| 32 | Drapeau du Japon           | G     | Gaku Harada      |
| 2  | Drapeau de la Corée du Sud | D     | Park Jeong-su    |
| 4  | Drapeau du Japon           | D     | Yuzo Kurihara    |
| 13 | Drapeau du Japon           | D     | Takashi Kanai    |
| 15 | Drapeau du Japon           | D     | Ikki Arai        |
| 22 | Drapeau du Japon           | D     | Yuji Nakazawa    |
| 23 | Drapeau du Japon           | D     | Takumi Shimohira |
| 24 | Drapeau du Japon           | D     | Ryosuke Yamanaka |
| 27 | Drapeau du Japon           | D     | Ken Matsubara    |
| 28 | Drapeau du Japon           | D     | Ryo Takano       |
| 34 | Drapeau de l'Australie     | D     | Miloš Degenek    |
| 5  | Drapeau du Japon           | M     | Takuya Kida      |

| No. | Nat.                            | Position | Nom du joueur     |
| --- | ------------------------------- | -------- | ----------------- |
| 6   | Drapeau du Japon                | M        | Takahiro Ogihara  |
| 8   | Drapeau du Japon                | M        | Kosuke Nakamachi  |
| 10  | Drapeau du Japon                | M        | Manabu Saito      |
| 14  | Drapeau du Japon                | M        | Jun Amano         |
| 18  | Drapeau du Japon                | M        | Keita Endo        |
| 20  | Drapeau de Curaçao              | M        | Quenten Martinus  |
| 25  | Drapeau du Japon                | M        | Naoki Maeda       |
| 26  | Drapeau du Japon                | M        | Kensei Nakashima  |
| 33  | Drapeau de la Macédoine du Nord | M        | David Babunski    |
| 35  | Drapeau du Japon                | M        | Kaina Yoshio      |
| 7   | Drapeau du Portugal             | A        | Hugo Vieira       |
| 16  | Drapeau du Japon                | A        | Sho Ito           |
| 17  | Drapeau du Japon                | A        | Cayman Togashi    |
| 19  | Drapeau du Japon                | A        | Teruhito Nakagawa |

À noter que selon le site officiel du club la mascotte porte le numéro 0 et les supporters portent le numéro 12.
Le numéro 3 (Naoki Matsuda) est retiré en hommage au joueur emblématique du club décédé en 2011.

### Encadrement
| Position                | Nom                  |
| ----------------------- | -------------------- |
| Entraîneur principal    | Erick Mombaerts      |
| Assistant personnel     | Marc Lévy            |
| Entraîneur assistant    | Yuki Kosaka          |
| Entraîneur assistant    | Yasushi Okamura      |
| Entraîneur des gardiens | Shigetatsu Matsunaga |
| Fitness coach           | Yōsuke Shinoda       |
| Directeur sportif       | Doru Isac            |

## Équipementiers, sponsors et maillots
L'équipementier du Yokohama F·Marinos est Adidas.
Le club de Yokohama est sponsorisé par Nissan.